# Steve Dillon
Steve Dillon (Londra, 22 marzo 1962 – New York, 22 ottobre 2016) è stato un fumettista britannico.
Noto soprattutto per aver creato insieme a Garth Ennis la serie a fumetti di Preacher considerata un cult e dalla quale è stata tratta anche una serie televisiva.

## Biografia
Nato a Londra ma cresciuto a Luton, Bedfordshire, iniziò presto a lavorare nel campo dei fumetti esordendo per la Marvel UK,  filiale britannica della Marvel Comics, all'età di appena 16 anni disegnando per la serie Hulk Weekly. Ha disegnato anche per Doctor Who Magazine e Warriors prima di iniziare la fruttuosa collaborazione con l'irlandese Garth Ennis illustrando Hellblazer e Preacher pubblicate per la Vertigo, un'etichetta della DC Comics.
Insieme a Brett Ewins, Dillon ha fondato la rivista comica Deadline nel 1988, che è continuata per altri sette anni e ha contribuito a sostenere giovani artisti underground, come Jamie Hewlett.
È poi passato alla Marvel e sempre con Ennis ha firmato The Punisher i cui testi sono poi passati a Jason Aaron. In seguito, ha illustrato la serie Wolverine: Origins assieme a Daniel Way. Fra i suoi ultimi lavori c'è stato Thunderbolts, sempre con Way.
Il 22 ottobre 2016 il fratello Glyn, su Twitter, dà la notizia della morte di Dillon.

## Premi e riconoscimenti
- Eisner Award come miglior disegnatore nel 1996[1].